# Piège (roman)
Pour les articles homonymes, voir Piège.
Piège est un roman de Germaine Beaumont publié en 1930 par Alphonse Lemerre et ayant obtenu le prix Renaudot la même année.

## Éditions
- Alphonse Lemerre éditeur, 1930
- Éditions Plon, 1953
- Éditions J. Tallandier, 1978